# Zapora Belo Monte

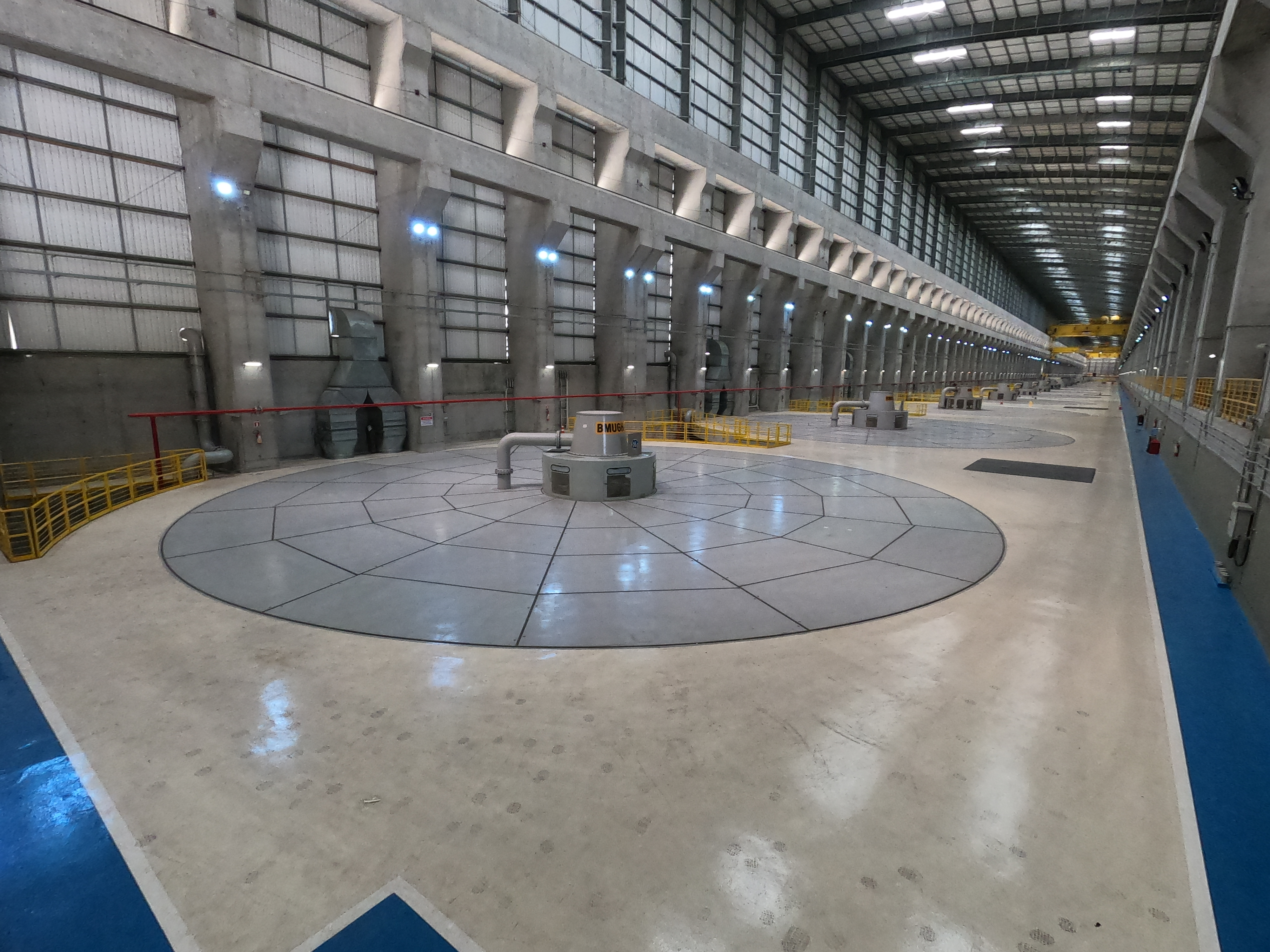
Wnętrze hydroelektrowni

Zapora Belo Monte (port. Complexo Hidrelétrico Belo Monte) – projektowana hydroelektrownia w Brazylii na rzece Xingu, o mocy 11 233 MW. Planowane jezioro ma mieć powierzchnię około 500 km². Będzie to trzecia co do wielkości elektrownia wodna na świecie. Większe są Zapora Trzech Przełomów i Itaipu.